# Phyllomya elegans
Phyllomya elegans är en tvåvingeart som beskrevs av Villeneuve 1937. Phyllomya elegans ingår i släktet Phyllomya och familjen parasitflugor. Inga underarter finns listade i Catalogue of Life.